# Darnell Hall
Darnell Hall, född den 26 september 1971, är en amerikansk före detta friidrottare som tävlade i kortdistanslöpning.
Halls främsta merit är hans guldmedalj på 400 meter vid inomhus-VM 1995. Han hade även stora framgångar som en del av amerikanska stafettlag på 4 x 400 meter. Vid Olympiska sommarspelen 1992 sprang han tillsammans med Michael Johnson, Charles Jenkins och Quincy Watts i försöken. I finalen där USA vann guld var Hall och Jenkins utbyta mot Steve Lewis och Andrew Valmon.
Han ingick också i stafettlaget vid inomhus-VM 1993 som vann guld.

## Personliga rekord
- 400 meter - 44,34 från 1995